# Linognathus fractus
Linognathus fractus är en insektsart som beskrevs av Ferris 1932. Linognathus fractus ingår i släktet Linognathus och familjen nötlöss. Inga underarter finns listade i Catalogue of Life.